# صوبنة
الصوبنة علميا هو تحلل مركب إستر في محيط قاعدي إلى ملح قاعدي وكحول ، أما المعنى الشائع فهو إنتاج الصابون من تفاعل قاعدة (مركب قلوي) مع الدهون أو الشحوم .
حين تكون القاعدة هيدروكسيد الصوديوم يكون الصابون صلبًا أما إذا كان المركب القلوي هيدروكسيد البوتاسيوم سوف يكون الناتج صابونًا سائلًا .

## الصابون
الصابون مركب ناتج من تفاعل مركب قلوي مع حامض شحمي أو كليسريد ثلاثي الشحوم .
وظيفة الصابون هي إزالة الدهنيات من الملابس والأجسام ويقوم بذلك لقدرته على تقليل الشد السطحي فيقوم بإمساك الدهون بواسطة الطرف الدهني من الصابون أما الطرف الذائب في الماء من الصابون فيحمله الماء بعيدا عند الغسل.

## المواد الأولية التجارية
يمكن استخدام معظم الزيوت النباتية ولكل ناتج صابوني مميز كما يمكن استخدام الشحم الحيواني الأرخص .
1. ↑  ويجعل من الشحم صابونا نسخة محفوظة 05 مارس 2016 على موقع واي باك مشين.